# Грег Оден
Грег Оден (енгл. Gregory Wayne Oden Jr.; Буфало, Њујорк, 22. јануар 1988) бивши је амерички кошаркаш. Играо је на позицији центра.